# Писание Понапе
«Писание Понапе» (англ. Ponape Scripture) — вымышленная рукопись из произведений американского писателя ужасов Лина Картера, которая впервые появилась в рассказе «Вне эпох» (англ. Out of the Ages, 1975). Позже книгу упоминали другие последователи «Мифов Ктулху». Рукопись с островов Понапе была найдена капитаном Авениром Эзекая Хогом на Каролинских островах около 1734 года. Текст написан на языке наакаль и повествует о Древних богах, культах Гатаноа и Дагона, истории континента Му. Оказала влияние на доктрину иннсмутского «Тайного ордена Дагона».

## Описание
«Священное Писание Понапе» представляет собой древнюю рукопись, найденную на Каролинских островах капитаном Эбнером Эксекиэлем Хоагом (Abner Ezekiel Hoag) где-то около 1734 года. Книга была написана на пергаменте, страницы сделаны из пальмовых листьев, а переплет из древнего, ныне вымершего цикадового дерева саговника. Текст написан на наакаль (Naacal), языке в Му, за авторством жреца Имаш-Мо (Imash-Mo), первосвященника Гатаноа. Книга содержит подробности о затерянном континенте Му и могущественном маге-жреце Занту (Zanthu), жреце Итогты (Ythogtha). Позже выясняется, что текст был написан заранее неким жрецом Ктулху, стремящимся обратить местных жителей в свою веру.
По легенде, капитан Хоуг нашел книгу, когда посещал Каролинские острова около 1734 года. Сам он не зная языка и попросил перевести книгу своего слугу Йогаша (Yogash), который был гибридом Глубоководного. Позже при попытке опубликовать книгу, его усилия были сорваны религиозными лидерами, которые категорически возражали против упоминаний в книге Дагона, встречающимися в Библии. Книга появилась в печати только после смерти Хоуга, но к тому времени она уже довольно давно тайно циркулировала в оккультных кругах (таких как Эзотерический Орден Дагона) и других оккультных группах. Внучка Хоуга Беверли Хоуг Адамс (Beverly Hoag Adams) опубликовала «Священное Писание Понапе» в сокращённом издании, содержащем ошибки. Оригинал всё ещё можно найти в Библиотеке Кестера в Салеме. Гарольд Хэдли Коупленд (Harold Hadley Copeland), ведущий специалист по Писанию Понапе, подготовил перевод в своей книге "Доисторический Тихий океан в свете "Священного Писания Понапе" (1911), опубликованной в 1907 году издательством Miskatonic University Press. Оригинальная версия рукописи хранится в библиотеке Кестера в Салеме, штат Массачусетс.
Лин Картер так описывает Писание Понапе в рассказе «Вне эпох» (1975): 
Символы не были связаны с алфавитами нашего мира, древними или современными: «наакаль» — «иератический наакаль» — «тсат-йо» — «р'льехский» — «сензар» — «предполагаемый акло» — и другие, ни один из которых мне не был известен. Его цель здесь была ясна: он пытался найти фонетический смысл двух глифов со статуэтки Понапе, сравнивая с похожими фонемами в предположительно родственных языках.
Эти «Великие Древние» (как обычно называли этих демонических существ со звезд), на которых Копеланд обратил свое внимание, были богами изначального и легендарного Му, и в частности, своего рода троица, состоящая из Гатаноа, Итогты и Зот-Оммога. Эти существа были братьями и имели общего отца — Ктулху, о котором часто упоминалось в отрывках литературы.

Что касается Гатаноа, «Твари на Горе», Он и Его братья, Итогта, «Мерзость из Бездны» и Зот-Оммог, «Обитатель Глубин», являются Сынами могущественного Ктулху, «Владыки Подводной Пучины», а так же страшного и ужасного Повелителя затопленного Р'льех; и подобно своему Грозному Отцу, Который еще восстанет в будущем, у Них есть владычество над великими рыбами и змеями Глубин, и Они также запечатаны под жуткими чарами Старшего Знака за то, что осмелились бросить вызов Тем, Кто Обитает на Глю-Вхо (планета Glyu-uho), ради власти над Землей. Сыновья были порождены великими Ктулху и Его Супругой, Идх-йаа, с которой Он совокуплялся в жутких, наполненных тьмой безднах между звездами, и эти Трое, Отродья Ктулху, спустились с отдаленного и ультрателлурического Ксота (планета Xoth), тусклого зеленого двойного солнца, которое блестит как демонический глаз в черноте за Аббитом, чтобы покорить и править над дымящимися болотами и пузырящимися слизневыми ямами, окутанными туманом рассвета первой эры Земли, и это было в изначальном и теневом Му, когда Они были Велики. 

### Книга упоминается в произведениях
Лин Картер — «Вне эпох» (1975), «Обитатель гробницы» (1971), «Рыболовы из ниоткуда» (1988), «Сны из Р'Льеха» (1975).

## Вдохновение
Рассказ «Вне эпох» является сиквелом «Вне времени» Лавкрафта с множеством отсылок к рассказу «Зов Ктулху».
Тсат-йо (англ. Tsath-yo) — язык из рассказа «Врата серебряного ключа» (1933) Лавкрафта и Хоффмана Прайса.
Идх-йаа — Древний бог из творчества Лин Картера.
Зот-Оммог — Древний бог, брат Итогты, из творчества Августа Дерлета.
Глю-Вхо (планета Glyu-uho) — Лавкрафт предложил это слово Дерлету название Бетельгейзе на языке Наакаль.

## Источник
Lin Carter Gerald W. Page (1975) [1975]. "Out of the Ages". In Gerald W. Page (ed.). Nameless Places. Sauk City, WI: Arkham House. p. 193. ISBN 0-87054-073-4.)
Harms, Daniel (1998). The Encyclopedia Cthulhiana (2nd ed.). Oakland, CA: Chaosium. ISBN 1-56882-119-0.